# Pevninská brána (Zadar)
Pevninská brána (chorvatsky Kopnena vrata, italsky Porta di Terraferma) je historická brána, součást městského opevnění v Zadaru v Chorvatsku. Byla postavena podle návrhu architekta Michele Sanmicheliho z Verony v roce 1537.
Je považována za nejkrásnější renesanční památku v Zadaru. Staré město od velké vnější pevnosti odděluje tříoblouková brána s dórskými sloupy. Nad centrálním obloukem je zvenčí vidět svatý Chrysogon na koni (patron města) a nad ním lev svatého Marka.
Prostor brány je vymezen čtyřmi sloupy a třemi otvory: uprostřed je velký průjezd pro původně koňské povozy a po stranách dva malé pro pěší.
Brána byla kdysi vybavena padacím mostem přes příkop kolem hradeb. Zasypán byl roku 1875.
Brána vznikla spolu s městským opevněním na přání tehdejších Benátčanů, kteří městu vládli, neboť se obávali možného útoku ze strany nedaleké Osmanské říše.
Konstrukce brány vychází z podobných děl z dřívějších dob. Členění tímto způsobem je typické i pro jiné benátské vojenské stavby. Zejména se jedná o podobnosti s branou sv. Jiří ve Veroně, branou sv. Martina v Legnanu a Benátskou bránou v Padově.

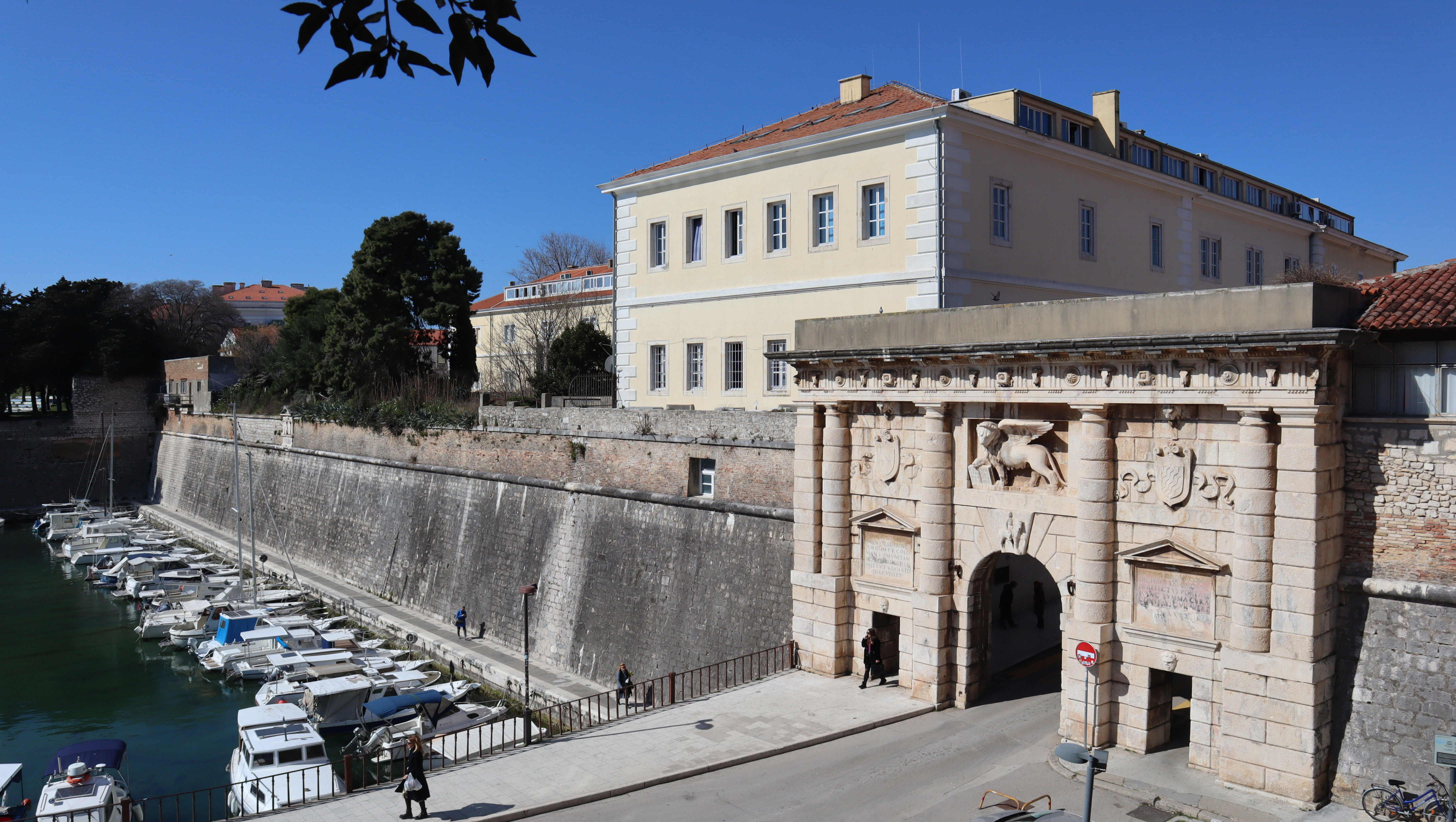
Brána s městským opevněním
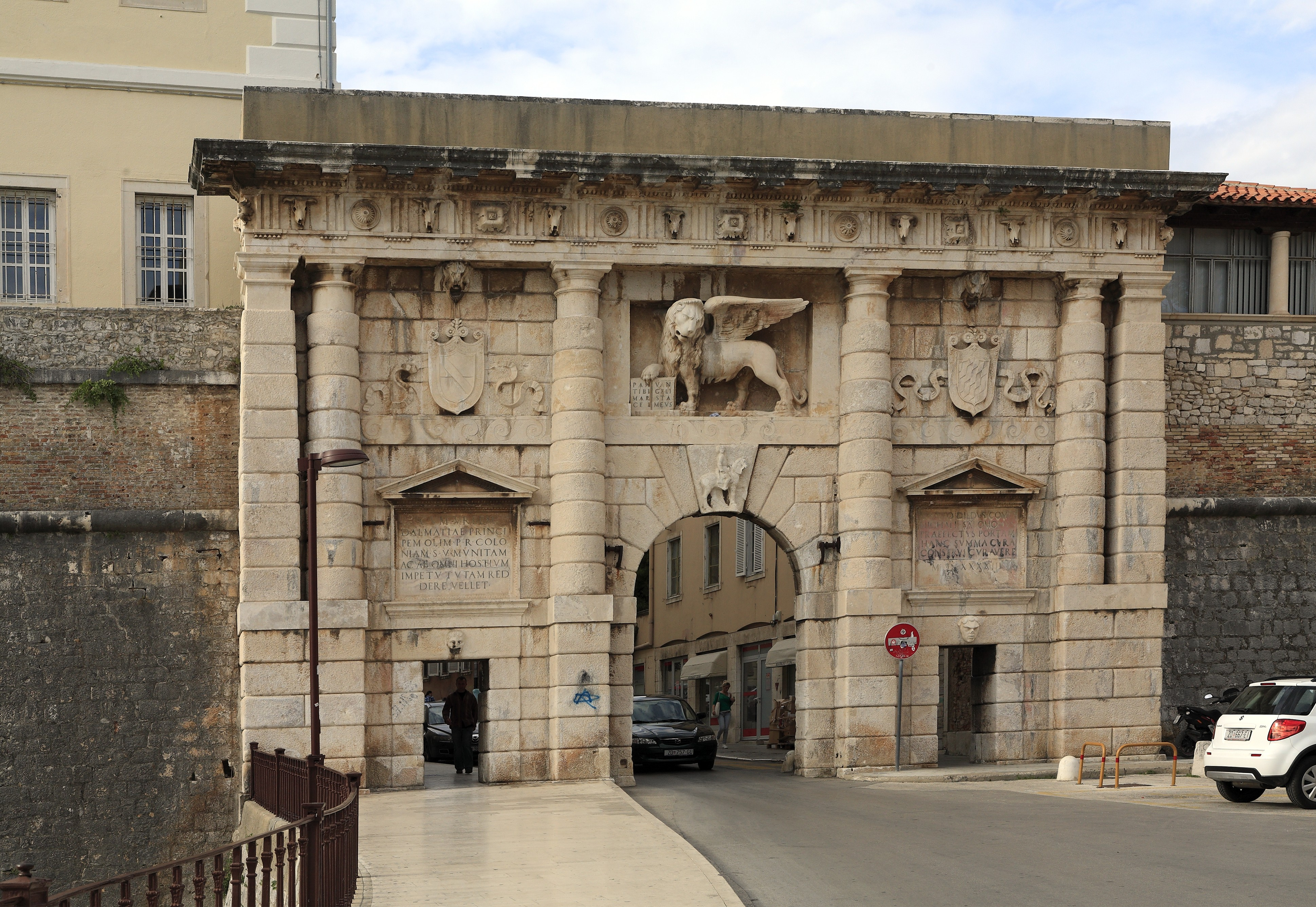
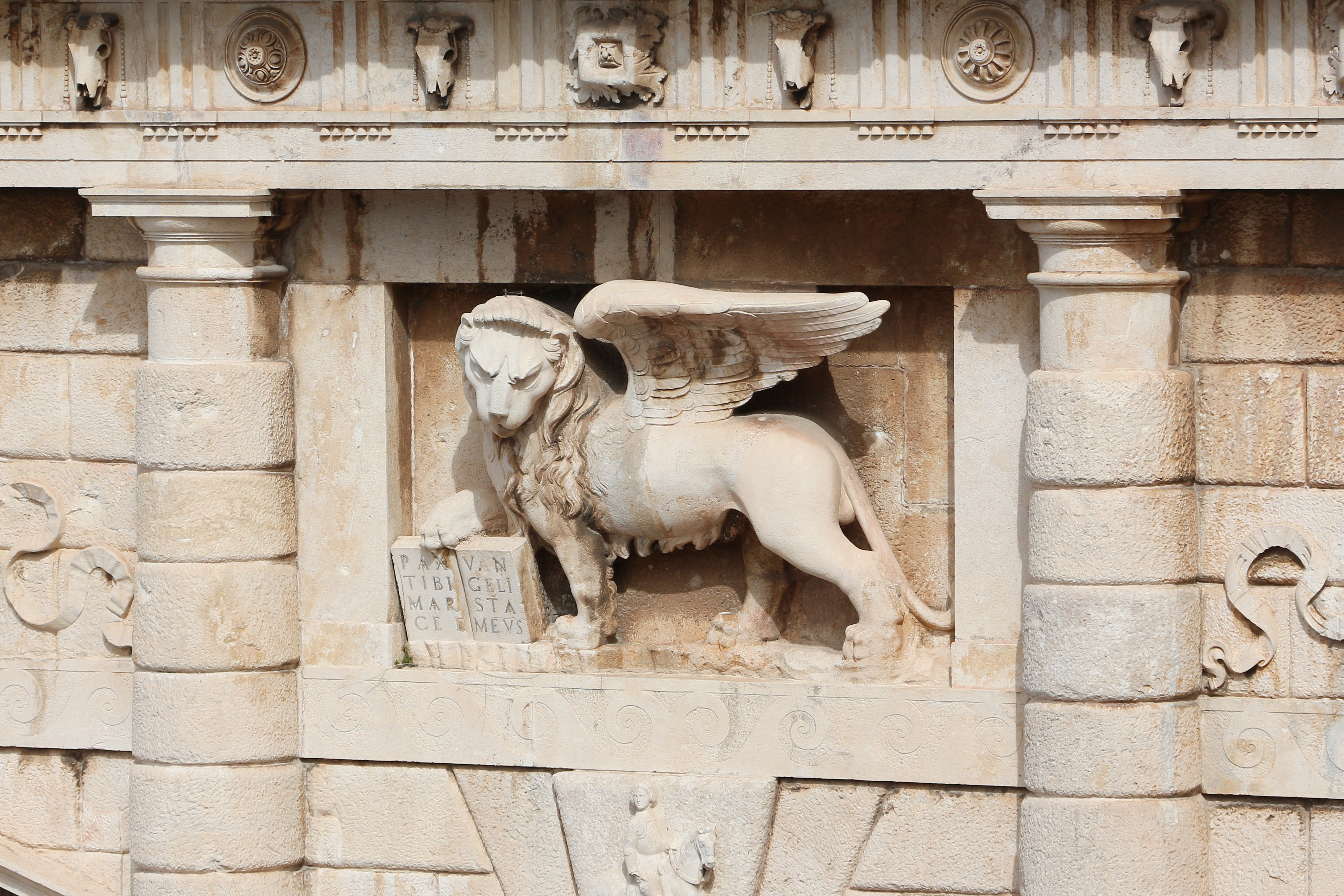
Lev svatého Marka